# توم كالدر
توم كالدر (بالإنجليزية: Tom Calder)‏ هو لاعب كرة قدم أسترالية أسترالي، ولد في 17 ديسمبر 1917 في Carlton, Victoria ‏ في أستراليا، وتوفي في 23 يونيو 1997.

## وصلات خارجية
- توم كالدر على موقع AustralianFootball.com (الإنجليزية)
- توم كالدر على موقع AFLtables.com (الإنجليزية)